# Dubiophasma
Dubiophasma is een geslacht van Phasmatodea uit de familie Diapheromeridae. De wetenschappelijke naam van dit geslacht is voor het eerst geldig gepubliceerd in 2001 door Zompro.

## Soorten
Het geslacht Dubiophasma is monotypisch en omvat slechts de volgende soort:
- Dubiophasma longicarinatum Zompro, 2001